# 韋科 (密蘇里州)
韋科（英語：Waco）是位於美國密蘇里州賈斯珀縣的城市。

## 人口
根據2020年美國人口普查的數據，韋科的面積為0.66平方千米，皆為陸地。當地共有人口72人，而人口密度為每平方千米109人。